# Beaver Bay (Minnesota)
Beaver Bay – miasto w Stanach Zjednoczonych, w stanie Minnesota, w hrabstwie Lake.